# Malva ludwigii
Malva ludwigii är en malvaväxtart som först beskrevs av Carl von Linné, och fick sitt nu gällande namn av Soldano, Banfi och Galasso. Malva ludwigii ingår i Malvasläktet som ingår i familjen malvaväxter. Inga underarter finns listade i Catalogue of Life.